# Rebecca Horn

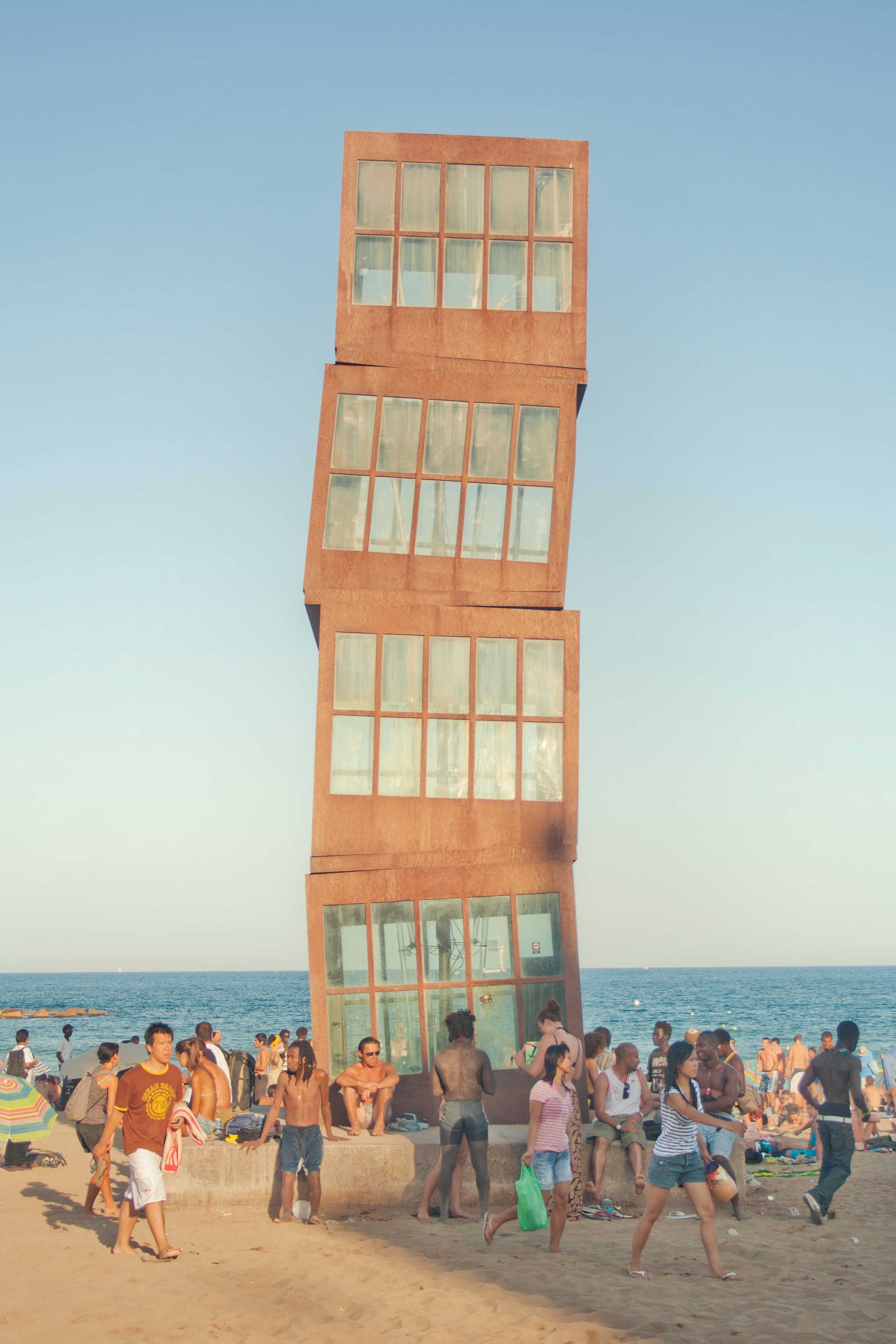
Rebecca Horns skulptur L’Estel ferit (katalanska; 'Den skadade stjärnan') i Barcelona, Spanien.

Rebecca Horn, född 24 mars 1944 i Michelstadt, död 6 september 2024 i Bad König, var en tysk bildkonstnär och filmskapare.
Horn är känd för installationer, kroppskonst och filmer. Hon tilldelades flera prestigefyllda priser och hennes verk har visats på bland annat Guggenheim Museum, Tate Gallery, Venedigbiennalen och Irish Museum of Modern Art, Dublin. Hon var verksam i Paris och  Berlin.